# Inval-Boiron
 Inval-Boiron  es una población y comuna francesa, en la región de Picardía, departamento de Somme, en el distrito de Amiens y cantón de Oisemont.

## Demografía
| 103 | 108 | 94 | 94 | 83 | 90 | 71 |
| Para los censos de 1962 a 1999 la población legal corresponde a la población sin duplicidades (Fuente: INSEE [Consultar]) |     |    |    |    |    |    |